# Christophe Gagliano
Christophe Gagliano (ur. 22 maja 1967 w Paryżu) – francuski judoka.
Na Igrzyskach Olimpijskich w Atlancie w 1996 zdobył brązowy medal w wadze lekkiej. W 1997 w Paryżu został wicemistrzem świata. Ma w swoim dorobku również dwa medale mistrzostw Europy: srebrny (1995) i trzy brązowe (1991, 1996, 1997). Do jego osiągnięć należy również złoty medal Igrzysk śródziemnomorskich (Bari 1997). Startował w Pucharze Świata w latach 1990–1993 i 1995–2001.
Dwukrotnie był mistrzem Francji (1993, 1998).